# Comando de Defensa General
El Comando de Defensa General (防衛総司令部 Bōei Soshireibu) era una organización del cuartel general equivalente a un grupo de ejércitos dentro del Ejército Imperial Japonés establecido para controlar a todas las unidades terrestres y aéreas estacionadas dentro de Japón, Corea y Taiwán durante la Guerra del Pacífico.

## Historia
El Comando de Defensa General se estableció el 5 de julio de 1941 bajo el mando directo del Emperador a través del Cuartel General Imperial. Para fines administrativos, de reclutamiento y de contabilidad, Japón se dividió en seis distritos militares, cada uno con una fuerza de guarnición equivalente a un cuerpo de ejército:
- Ejército del Distrito Oriental: con sede en Tokio y responsable de la región de Kantō y el norte de Honshū.
- Ejército del Distrito Occidental: con sede de Fukuoka y responsable del suroeste de Honshū, Shikoku y las islas Ryukyu.
- Ejército del Distrito Norte: con sede en Sapporo y responsable de Hokkaidō y Karafuto.
- Ejército del Distrito Central: con sede en Osaka y responsable de Honshū central.
- Ejército Chōsen: con sede en Keijo y responsable de Corea
- Ejército de Taiwán: con sede de Taihoku y responsable de Taiwán.
- El Comando de Defensa General también era responsable de las defensas antiaéreas y de la capacitación en defensa civil.

El 8 de abril de 1945, en preparación para la Operación Downfall (u Operación Ketsugō [決号作戦 Ketsugō sakusen] en terminología japonesa), el Comando de Defensa General fue disuelto, y sus funciones fueron asumidas por el nuevo Primer Ejército General y el Segundo Ejército General.

## Lista de comandantes

### Oficiales al mando
|   | Nombre                                          | Desde                  | Hasta                  |
| - | ----------------------------------------------- | ---------------------- | ---------------------- |
| 1 | General Otozō Yamada                            | 7 de julio de 1941     | 9 de diciembre de 1941 |
| 2 | Mariscal de Campo/Príncipe Higashikuni Naruhiko | 9 de diciembre de 1941 | 15 de abril de 1945    |

### Jefes de Estado Mayor
|   | Nombre                               | Desde                  | Hasta                  |
| - | ------------------------------------ | ---------------------- | ---------------------- |
| 1 | Teniente General Torashirō Kawabe    | 31 de julio de 1941    | 1 de diciembre de 1941 |
| 2 | Teniente General Asasaburo Kobayashi | 1 de diciembre de 1941 | 10 de junio de 1943    |
| 3 | Teniente General Tadayoshi Sano      | 10 de junio de 1943    | 29 de marzo de 1944    |
| 4 | Teniente General Asasaburo Kobayashi | 28 de marzo de 1944    | 1 de febrero de 1945   |
| 5 | Teniente General Einosuke Sudo       | 1 de febrero de 1945   | 6 de abril de 1945     |